# Negative Capability
Negative Capability — двадцать первый студийный альбом британской певицы и автора песен Марианны Фейтфулл. Он был выпущен 2 ноября 2018 года, а продюсерами выступили Роб Эллис, Уоррен Эллис и Хэд. Описанный как её «самый честный альбом», песни на Negative Capability затрагивают темы любви, смерти, а также терроризма и одиночества. Она вновь обращается к трём старым записям: «It's All Over Now, Baby Blue» из альбома Rich Kid Blues, записанного в 1971 году под названием Masques, который является её «потерянным» альбомом и был выпущен только в 1985 году; «Witches Song» из камбэк-альбома 1979 года Broken English; и «As Tears Go By», с которой началась её карьера в 17-летнем возрасте. Фейтфулл записала её во второй раз в возрасте 40 лет в альбоме 1987 года Strange Weather. Остальные песни, за одним исключением, все новые и написаны Фейтфулл в соавторстве с такими её давними соратниками, как Ник Кейв и Эд Харкорт. Песня «Loneliest Person» является кавер-версией композиции Pretty Things из их альбома 1968 года S.F. Sorrow.

## Предыстория и создание альбома
Впервые альбом был анонсирован в декабре 2017 года в интервью Фейтфулл изданию Uncut. Название альбома является отсылкой к знаменитой фразе «отрицательная способность», использованной поэтом-романтиком Джоном Китсом в 1817 году в письме к своим братьям.

## Музыка и тексты песен
Описанный Фейтфулл как «самая честная запись, которую она когда-либо делала», Negative Capability имеет «фолковый» характер. Песня «They Come at Night» была написана совместно с Марком Ланеганом после терактов в Париже в ноябре 2015 года. Фейтфулл сказала, что идею ей подал продюсер Хэл Уиллнер и его теория о том, что каждые семьдесят лет нацисты возвращаются в той или иной форме. Она дебютировала с песней во время своего концерта в театре «Батаклан» в ноябре 2016 года, через год после произошедшего там теракта.

## Художественное оформление и обложка
Снятая Янном Орханом обложка альбома была опубликована 5 сентября 2018 года.

## Синглы
13 сентября 2018 года песня «The Gypsy Faerie Queen» была представлена нескольким радиостанциям в Европе в качестве лид-сингла альбома. Он был выпущен в музыкальных интернет-магазинах 14 сентября 2018 года вместе с альбомом, который стал доступен для предварительного заказа.
Лид-сингл, «The Gypsy Faerie Queen» был выпущен 14 сентября 2018 года.

## Отзывы критиков
| Совокупная оценка     | Совокупная оценка |
| Источник              | Оценка            |
| --------------------- | ----------------- |
| AnyDecentMusic?       | (8.3/10)          |
| Metacritic            | (88/100)          |
| Оценки критиков       |                   |
| Источник              | Оценка            |
| The 405               | (8.5/10)          |
| AllMusic              | [ 6 ]             |
| Clash                 | (9/10)            |
| Crack Magazine        | (8/10)            |
| The Guardian          | [ 9 ]             |
| MusicOMH              | [ 10 ]            |
| NME                   | [ 11 ]            |
| Pitchfork             | (8/10)            |
| Rolling Stone         | [ 13 ]            |
| Vice (Expert Witness) | [ 14 ]            |

Negative Capability был встречен критиками с «всеобщим одобрением». На сайте Metacritic, который присваивает средневзвешенную оценку из 100 баллов рецензиям основных изданий, этот релиз получил средний балл 88 на основе 14 рецензий.
Пишущий для AllMusic Марк Деминг объяснил: «Выступление на Negative Capability исходит от вокалистки, которая узнала гораздо больше о любви, сердечной боли, хороших и плохих местах, куда может завести судьба, чем 18-летняя девушка когда-либо представляла, что она может знать. Она более чем немного грустная, но также полна мудрости, завоёванной тяжёлым трудом, а неровные края её голоса только усиливают резонанс исполнения.» Камерон Кук из Crack Magazine написал: «В её 21-м сольном альбоме Negative Capability её хриплый голос звучит на подрезанной коллекции из 10 песен, некоторые новые, некоторые пересматриваются, но все они несут её фирменную ауру преследования.» Марк Бомонт из NME сказал: «Марианна шелушится в последнем любовном письме старым друзьям и любовникам. Это не определяет „Negative Capability“, однако; альбом может читаться как последнее завещание, но он наполнен теплом и жизнью, это 40-минутная причина оставаться позитивным.»

## Список композиций
| №   | Название                                    | Автор(ы)                                                              | Длительность |
| --- | ------------------------------------------- | --------------------------------------------------------------------- | ------------ |
| 1.  | «Misunderstanding»                          | Марианна Фейтфулл Роб Макви Сиверт Хёйм Эд Харкорт                    | 4:04         |
| 2.  | «The Gypsy Faerie Queen»                    | Марианна Фейтфулл Ник Кейв                                            | 3:40         |
| 3.  | «As Tears Go By»                            | Мик Джаггер Кит Ричардс Эндрю Луг Олдэм                               | 3:52         |
| 4.  | «In My Own Particular Way»                  | Марианна Фейтфулл Эд Харкорт Уоррен Эллис Роб Макви                   | 4:21         |
| 5.  | «Born to Live»                              | Марианна Фейтфулл Эд Харкорт                                          | 3:39         |
| 6.  | «Witches Song»                              | Марианна Фейтфулл Барри Рейнольдс Джо Мавети Стив Йорк Терри Стэннард | 4:57         |
| 7.  | «It's All Over Now, Baby Blue» (Перезапись) | Боб Дилан                                                             | 5:01         |
| 8.  | «They Come at Night»                        | Марианна Фейтфулл Марк Ланеган                                        | 3:40         |
| 9.  | «Don't Go»                                  | Марианна Фейтфулл Эд Харкорт                                          | 4:20         |
| 10. | «No Moon in Paris»                          | Марианна Фейтфулл Эд Харкорт                                          | 4:56         |

| №   | Название                                     | Автор(ы)                                                       | Длительность |
| --- | -------------------------------------------- | -------------------------------------------------------------- | ------------ |
| 11. | «Loneliest Person»                           | Фил Мэй Дик Тейлор Уолли Уоллер Скип Алан Джон Поуи Джон Алдер | 2:52         |
| 12. | «No Moon in Paris» ((radio edit))            | Марианна Фейтфулл Эд Харкорт                                   | 3:26         |
| 13. | «They Come at Night» (альтернативная версия) | Марианна Фейтфулл Эд Харкорт                                   | 3:36         |

## Участники записи
- Марианна Фейтфулл — вокал (1-13)
- Ник Кейв — бэк-вокал (1), дополнительный вокал (2), фортепиано (2)
- Роб Макви[англ.] — гитара (1,2,3,4,7,8,9,10, 11,12,13), фортепиано (7), синтезатор (7), бэк-вокал (2)
- Эд Харкорт — фортепиано (1,3,5,6,9,10,11,12), бас-гитара (2,10,11,12), баритон-гитара (3,8,13), клавишные (4), wurlitzer (5,6), Родес (7), орган (7), фисгармония (10,12), бэк-вокал (2,4,9,10,12)
- Уоррен Эллис — альт (1,2,10,12), синтезатор (1,7,8,9,13), скрипка (3,7,11), клавишные (4,11), фортепиано (4,7), синтезаторный бас (4), альтовая флейта (5,6,9), бэк-вокал (1,2,4), продюсер
- Роб Эллис[англ.] — ударные (2,4,8,11,13), перкуссия (2,3,4,7,8,9,11,13), синтезатор (4,8,13), фортепиано (4,7), бас-синтезатор (5,6), глокеншпиль (10,12), пальчиковый синтезатор (13), бэк-вокал (1,2,4), продюсер
- Хэд — продюсер

## Чарты
| Чарт (2018)                       | Высшая позиция |
| --------------------------------- | -------------- |
| Австрия (Ö3 Austria)              | 20             |
| Бельгия/Фландрия (Ultratop)       | 12             |
| Бельгия/Валлония (Ultratop)       | 43             |
| Нидерланды (Album Top 100)        | 34             |
| Франция (SNEP)                    | 59             |
| Германия (Offizielle Top 100)     | 27             |
| Ирландия (IRMA)                   | 99             |
| Норвегия (VG-lista)               | 32             |
| Шотландия (Scottish Albums Chart) | 23             |
| Испания (PROMUSICAE)              | 85             |
| Швейцария (Schweizer Hitparade)   | 14             |
| Великобритания (UK Albums Chart)  | 44             |

| Чарт (2018)                 | Позиция |
| --------------------------- | ------- |
| Бельгия (Ultratop Flanders) | 143     |